# Yelena Çebanu
Yelena Çebanu (4 de enero de 1981) es una deportista azerbaiyana que compitió en atletismo adaptado. Ganó tres medallas en los Juegos Paralímpicos de Río de Janeiro 2016.

## Palmarés internacional
| Juegos Paralímpicos | Juegos Paralímpicos     | Juegos Paralímpicos | Juegos Paralímpicos   |
| Año                 | Lugar                   | Medalla             | Prueba                |
| ------------------- | ----------------------- | ------------------- | --------------------- |
| 2016                | Río de Janeiro (Brasil) | Medalla de plata    | 100 m T12             |
| 2016                | Río de Janeiro (Brasil) | Medalla de plata    | Salto de longitud T12 |
| 2016                | Río de Janeiro (Brasil) | Medalla de bronce   | 200 m T12             |